# 東高月村
東高月村（ひがしたかつきそん）は、岡山県赤磐郡にあった村。現在の赤磐市の一部にあたる。

## 地理
砂川の中上流右岸に位置していた。
- 山岳：長尾山[3]

## 歴史
- 1889年（明治22年）6月1日、町村制の施行により、赤坂郡長尾村、立川村、河本村、下市村、熊崎村が合併して村制施行し、東高月村が発足[1][2]。旧村名を継承した長尾、立川、河本、下市、熊崎の5大字を編成[2]。
- 1900年（明治33年）4月1日、郡の統合により赤磐郡に所属[1][2]。
- 1902年（明治35年）4月1日、赤磐郡鳥取下村、鳥取中村と合併し高陽村を新設して廃止された[1][2]。合併後、高陽村大字長尾・立川・河本・下市・熊崎となる[2]。

## 産業
- 農業[3]